# Consiliu de administrație
Consiliul de administrație este un organ de supraveghere și control în cadrul unei companii sau organizații. Într-o organizație cu membri cu drept de vot, consiliul de administrație este răspunzător și poate fi subordonat aderării complete a organizației, care de obicei votează membrii consiliului. Într-o Societate pe acțiuni, directorii neexecutivi sunt votați de acționari, iar comisia are responsabilitatea finală pentru conducerea corporației. Consiliul de administrație numește directorul executiv al societății și stabilește direcția generală strategică. În corporațiile cu proprietate dispersată, identificarea și numirea directorilor (pentru care acționarii votează pentru sau împotrivă) sunt deseori făcute de consiliul însuși, ceea ce duce la un grad înalt de auto-perpetuare. Într-o societate non-bursieră fără aderare generală, consiliul este organul suprem de conducere al instituției, iar membrii acesteia sunt uneori aleși de consiliul însuși.
Rolul consiliului de administrație variază în dependență de regulamentele și practicile diferitelor organizații, dar de obicei prerogativele principale ale consiliului sunt:
- gestionarea strategică a organizației prin stabilirea politicilor și obiectivelor;
- selectarea, desemnarea, susținerea și evaluarea performanței directorului executiv;
- monitorizarea stării financiare ale organizației;
- aprobarea deciziilor importante (de ex. fuziune, investiții importante, lichidare etc.) și a bugetelor anuale;
- raportarea către acționari a performanței companiei;
- stabilirea salarizării pentru conducătorii organizației;

## Directori
Directorii unei organizații sunt persoanele care sunt membri ai consiliului său. Mai mulți termeni specifici clasifică directorii prin prezența sau absența altor relații cu organizația.

### Directorul intern
Un director intern este un director care este, de asemenea, un angajat, ofițer, director executiv, acționar majoritar sau cineva legat în mod similar de organizație. Directorii interni reprezintă interesele părților interesate ale entității și au adesea cunoștințe speciale despre funcționarea sa internă, poziția financiară sau de piață și așa mai departe.
Directorii interni sunt:
- Un director executiv (CEO), care poate fi și președinte al consiliului
- Alți directori ai organizației, cum ar fi directorul financiar (CFO) sau vicepreședintele executiv
- Acționarii mari (care pot sau nu pot fi angajați sau ofițeri)
- Reprezentanți ai altor părți interesate, cum ar fi sindicatele, creditorii majori sau membrii comunității în care se află organizația

Un director intern care este angajat ca administrator sau director al organizației este uneori numit director executiv (nu trebuie confundat cu directorul executiv al uneia dintre organizații). Directorii executivi au adesea un anumit domeniu de responsabilitate în cadrul organizației, cum ar fi finanțele, marketingul, resursele umane sau producția. 

## Președinte al Consiliului de Administrație
Președintele consiliului de administrație este ales din consiliul de administrație la prima ședință a consiliului de administrație. Președintele ar trebui să trateze compania ca a lui, să fie strateg și inițiator al schimbării, să fie un fel de mentor pentru CEO și managerii de top pentru a-și promova dezvoltarea și creșterea personală.
De asemenea, sarcinile președintelui includ planificarea activității comitetului: frecvența și durata ședințelor, stabilirea ordinii de zi etc. În timpul întâlnirilor, trebuie să creeze un mediu de lucru pozitiv în consiliul de administrație, discuții moderate, să urmeze regulile, să rezume discuțiile, să formuleze întrebări pentru votare și înregistrarea.
Adesea, președintele consiliului de conducere prezidează comitetul de personal și numire. În companiile ruse, un astfel de comitet poate fi combinat cu un comitet de remunerare .